# Ubbergen
Ubbergen là một đô thị và thị xã ở phía đông Hà Lan.

## Các trung tâm dân cư
Beek, Berg en Dal, Erlecom, Groenlanden, Kekerdom, Leuth, Ooij, Persingen, Tiengeboden, Ubbergen và Wercheren.